# Cantor Fitzgerald
Cantor Fitzgerald L.P. est une banque d'investissement américaine spécialisée dans le courtage de Bon du Trésor, fondée en 1945 par Bernard Cantor et John Fitzgerald. La société est une des vingt en relation avec la Federal Reserve Bank of New York. Située à Midtown Manhattan, New York, et précédemment située dans le World Trade Center, elle a été dévastée par les attentats du 11 septembre 2001.

## Le 11 septembre 2001
Entre le 101e et le 105e étage du One World Trade Center de Manhattan, deux étages au-dessus de l'impact, Cantor Fitzgerald perd 658 employés. La compagnie est remise sur pied en moins d'une semaine et son directeur Howard Lutnick, dont le frère est mort dans l'attentat, veut sauver la société.
Tom Barbash en 2003 écrit On Top of the World: Cantor Fitzgerald, Howard Lutnick, and 9/11: A Story of Loss and Renewal.
Une main en bronze de Rodin, appartenant à la firme de la collection privée de Bernie Cantor, est récupérée dans les décombres. « Sa finition est calcinée et il lui manque des doigts. »
En 2012, Cantor Fitzgerald porte plainte contre American Airlines pour indemniser les familles des victimes.
Pour le 11e anniversaire des attentats, le 11 septembre 2012, une réunion de charité organisée par Cantor Fitzgerlad et Fred Gabler Fund compte parmi ses rangs Michael J. Fox, Brian Dennehy, Chris Noth, 50cents, Mariano Rivera, Venus Williams, Bill O'Reilly, Kate Upton, Carmelo Anthony, Eli Manning, Mark Sanchez, Regis Philbin et Andrew Garfield,,.
En septembre 2022, Cantor Fitzgerald et Silverstein obtiennent un prêt de $176M pour la construction du plus haut immeuble d'Utah, à Salt Lake City.